# Nina Azizi
Nina Azizi (* 30. Mai 1974 in Saarbrücken) ist eine deutsche Schauspielerin und Moderatorin mit iranischen Wurzeln.

## Leben
Nina Azizi, Tochter iranischer Eltern, hat eine Schwester und zwei Brüder. Von 1993 bis 1995 studierte sie an der Hochschule für Musik und darstellende Kunst in Wien. Danach nahm sie von 1995 bis 1997 an Method Acting Workshops bei Walter Lott (Dozent der Lee Strasberg Academy) in Köln teil. Schließlich besuchte sie von 1997 bis 2000 die Stage School of Music, Dance and Drama in Hamburg und machte ihren Abschluss als Bühnendarstellerin.
Bereits 1989 wirkte sie erstmals in einer Fernsehproduktion (ZDF-Sechsteiler Stress in Straßburg) mit. Bis in die frühen 2000er Jahre stand Nina Azizi regelmäßig in TV-Produktionen vor der Kamera. Seit 1997 begann sie auch als Moderatorin (Galas und andere nicht-mediale, kommerzielle Veranstaltungen im Auftrag unterschiedlicher Firmen) zu arbeiten. Im neuen Jahrtausend konzentrierte sie sich ganz auf die Moderation (z. B. das TV-Magazin Kulturspiegel für den Saarländischen Rundfunk). 2010 kehrte sie mit einer Rolle in einer Kinofilmproduktion unter der Regie von David Cronenberg vor die Kamera zurück.
Von 1995 bis 1997 war Nina Azizi in der RTL-Daily-Soap Unter uns die zweite Darstellerin der Figur der Antonia Schwarz.
Nina Azizi nahm zusammen mit ihren Schauspielkollegen Eric Benz und Isabel Florido die Single Only with you auf und übernahm eine Hauptrolle in dem Bühnenmusical Salzsaga.
Von Juli 2013 bis Juni 2017 moderierte Azizi im Wechsel mit Chris Fleischhauer die Internet-Liveübertragung der Ziehung der Lottozahlen 6 aus 49 im Auftrage des Saarländischen Rundfunks.

## Filmografie
- 1989: Stress in Straßburg (TV-Sechsteiler)
- 1995–1997: Unter uns (TV-Serie)
- 1997: St. Angela (TV-Serie)
- 1998: SK-Babies (eine Folge der Serie)
- 1999: Verliebt in eine Unbekannte
- 2000–2002: Die Rettungsflieger (zwei Folgen)
- 2010: Eine dunkle Begierde (A Dangerous Method)
- 2013–2017: Ziehung der Lottozahlen (Livestream)